# LET L-13 Blaník
Le LET L-13 Blaník est un planeur à deux places qui fut produit depuis 1956, en Tchécoslovaquie.

## Dotation
- Espagne Il est en dotation en tant qu'avion d'entraînement au sein des forces aériennes espagnoles.